# 仲新
仲 新（なか あらた、1912年11月24日 - 1985年8月7日）は、日本の教育学者。
三重県出身。旧姓・矢口。1937年、東京帝国大学文学部教育学科卒。名古屋大学助教授、教授を経て、1962年に東京大学教育学部教授。1973年、定年退官、青山学院大学教授、のち日本大学教授。学校教育史、地方教育史を研究。地方教育史研究会会長。

## 著書
- 『教科書の発達』河出書房・教育文庫　1947
- 『近代教科書の成立』大日本雄弁会講談社　1949
- 『現代学校論』目黒書店　1949
- 『明治初期の教育政策と地方への定着』講談社　1962
- 『明治の教育』至文堂　1967　日本歴史新書
- 『日本現代教育史』第一法規出版　1969　教育学叢書

## 共編著
- 『教科書でみる日本の教育100年』海後宗臣共著　東京書籍　1963
- 『学校制度』持田栄一共編著　第一法規出版　1967　教育学叢書
- 『教育学研究入門』細谷俊夫共編　東京大学出版会　1968
- 『近代日本教科書総説』海後宗臣共編　講談社　1969
- 佐藤誠実『日本教育史』酒井豊と校訂　平凡社　1973　東洋文庫
- 『教科書でみる近代日本の教育』海後宗臣共著　東京書籍　1979　東書選書
- 『日本近代教育小史』伊藤敏行共編　福村出版　1984

## 記念論集
- 『日本教育史の論究 仲新先生古稀記念論文集』1983

## 参考
- 日本人名大事典『仲新』 - コトバンク